# 青沼鋒太郎
青沼 鋒太郎（あおぬま みねたろう、1867年12月1日（慶応3年11月6日） - 1943年（昭和18年）8月28日）は、明治から昭和時代前期の政治家、警察官。福島県平市長。

## 経歴
磐城平藩領出身。1888年（明治21年）10月、裁判所書記福島始審裁判所詰を振り出しに福島県監獄書記兼看守長、監獄所第一課長、同県白河監獄支署長、長野県警部、同県福島警察署長、同県塩崎警察署長、長野警察署長、同県警察部衛生課長兼高等警察課長、岩手県警部兼属、警察部警務課長兼巡査教習所長、岩手県警視、同県盛岡警察署長を経て、1905年（明治38年）6月、岩手県和賀郡長に任じる。
1908年（明治41年）7月、福島県東白川郡長に転じ、同年10月、同県耶麻郡長、1913年（大正2年）8月、岩城郡長、1918年（大正7年）5月、伊達郡長を経て、同年11月に退官した。
退官後は、磐城炭礦に入り事務部長や経理課長を務めたのち1927年（昭和2年）11月、辞職した。この間、平町会議員などを務めた。のち1932年（昭和7年）10月、平町長となり、1937年（昭和12年）8月20日、平市長に就任した。